# Дањ
Дањ (лат. Dagnum, итал. Dagno, алб. Danja) је некадашњи средњовјековни утврђени град, који се налазио источно од Скадра, у поречју Великог Дрима, на тлу данашње сјеверне Албаније.

## Историја
Крајем 10. и почетком 11. вијека, у вријеме успона византијске власти, Драчка тема се проширила на читаву скадарску област. У ближој околини Дања су управо у то вријеме постојале чак четири православне епископије (Скадар, Дриваст, Пилот, Љеш), које су биле потчињене византијској Драчкој митрополији, али није познато којој је од њих припадо и сам Дањ.
Током 11. и 12. вијека, у вријеме тадашњих византијско-српских ратова, који су вођени на пограничним просторима између Драчке теме и Дукљанске државе, шира област око Дања била је поприште честих ратних сукоба. Тек око 1185. године, византијска власт је коначно протјерана од стране српског великог жупана Стефана Немање, који је том приликом ослободио многа мјеста међу којима је био и Дањ, чиме је отпочело ново раздобље у историји тог града.
Кроз место је пролазио пут из Љеша. Српски краљеви су ту радо боравили због благе климе. Балшићи су у Дању имали царинарницу. Иван Јастребов пише да цар Душан, док је живео у Скадру, није имао посебних палата, али његова летња резиденција коју му је отац једном развалио као казну за његово слободоумно понашање према оцу није се одликовало нарочитим сјајем. Та резиденција је била на обали реке Дрима између Дања и села Бушата, код месташцета које се звало Космач. Ту су касније биле и бушатлијске паше, а резиденција је изграђена од облутака из реке Дрима.  У Задрими се налазио град Дањ у којем је била тврђава због које је Скендербег ратовао против Млечана. Дањ је по венецијанском документу (мировни уговор Венеције и Леке Дукађина) улазио у састав Дукађина. За вријеме рата Ђорђа Кастриота са Турцима, Захарија, који је називан и Луком, а од неких и Леком Захаријем, имао је у Дању своју кнежевску резиденцију. Након његовог убиства мајка Божа је предала Дањ Млечанима 1446. године.
Дањ је била граница (и у доба Јастребова) Задриме, Зете и Дукађина. Служило је као тачка састајања свих каравана који иду за Стару Србију и даље. Идући из приморја у унутрашњост Старе Србије преко Дукађина неизоставно се морало проћи кроз Дањ. Дрим се мало ниже од Дања рачва на два рукавца - један тече у море, заобилазећи Задриму, ка Љешу (Алесији). Ту се вршио прелаз преко Дрима на чамцима који су се звали трабакуља. Тај прелаз се звао вауденес (прелаз код Дања). Село Дањ је у доба Јастребова на левој страни Дрима, у подножју планине на којој је била подигнута цитадела. Село је имало 40 кућа са хановима за путнике. Дањ је био познат још од римских времена под називом Dagnum, каравани који су ишли из Бара, Улциња, Драча и Љеша нису могли мимоићи Дањ. У доба српске владавине звао се Дањ, а касније, у доба Млечана звао се Dagno. У Даничићевом речнику стоји да је ту тврђаву Стефан Немања поново освојио од Грка. У време српке владавине ту је била царина. Између Балшића и Дубровчана била је потписана нарочита конвенција ниже широкога Брода у Љешу 17. јануара 1368. године у погледу царине на Дани тј. дозволили су им да пролазе кроз Дањ без плаћања царинске таксе. Цитадела је изграђена након римске владавине јер је на планини (Римљани нису градили утврђења на планинама, као Ромеји-Византинци, него на равницама). По паду српске власти због Дања је било доста сукоба. Њиме је управљао феудални кнез Лека Захаријевић (Leko Zacharii Dagni dominus) у другој половини 15. ст. Године 1455. био је убијен руком Николаја Дукађина. Код Дања је Скендербег опседао Млечане и надвалдао млетачког губерантора Скадра. Цитадела на јужној падини брда је била пространа. Није ништа сачувано, нити какав натпис или друга старина. У подножју Маркове планине (Мали Маркут), на којој је цитадела, у доба Јастребова је постојала црква са гробљем поред ње.  Била је посвећена Св. Јовану, а подигнута је у доба српске владавине. Није посебно велика, а зидови су имали православни живопис. Обновљена је 1862. године, како је написано на натпису у камену изнад црквених врата. Један од прелаза на Дриму које помиње Јатребов је и Вау-и-Вердес (прелаз код села Верда Вауидејнес код старе цитаделе Dagno.
При продирању Турака у те крајеве, у априлу 1442. на молбу дањског кнеза Леке (Александара) Захаријевића, Венеција му је одобрила да се сакрије на њеној територији.
Крајем 14. вијека, установљена је римокатоличка Дањска бискупија, која је угашена већ крајем 15. вијека.